# Séfrou

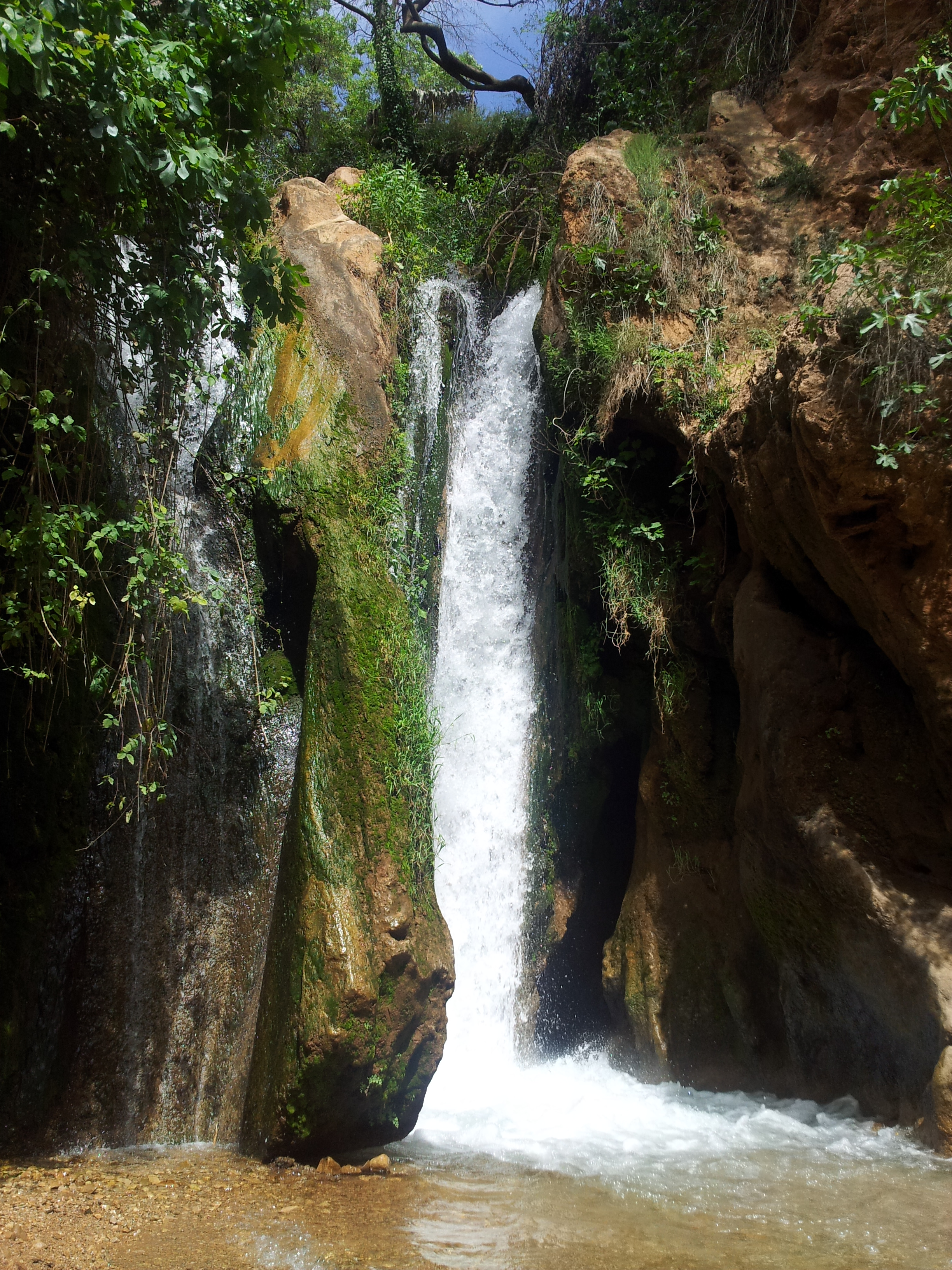
Cascade de la ville de Séfrou

Séfrou (en arabe : صفرو; en berbère : oⵚⴼⵕⵓ) est une ville et commune — municipalité — du Maroc, chef-lieu de la province de Séfrou, dans la région de Fès-Meknès.

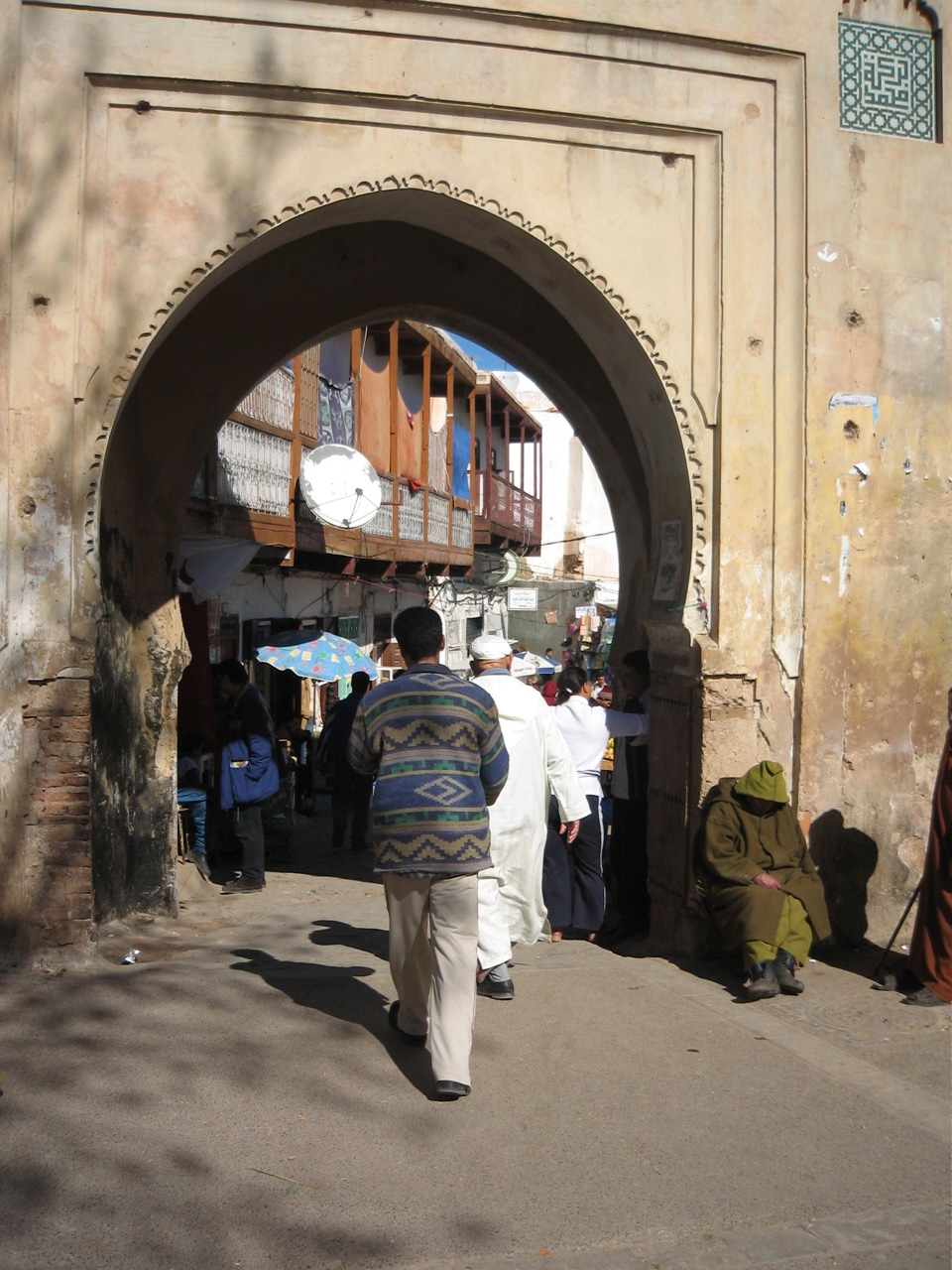
Porte de l'ancienne médina de la ville de Séfrou

## Géographie
Séfrou est située à 28 km de Fès et 73 km de Boulemane, au pied du Moyen Atlas.
La ville est traversée par une rivière, l'Oued Agay (ou Assif N'Aggay qui signifie « les joues » en amazigh) qui approvisionne l'ensemble des canaux et qui permet l'irrigation des jardins de la ville. La ville de Séfrou est surtout connue pour sa cascade, qui attire les sefriouis et les touristes et qui connaît une affluence particulièrement élevée en été, en raison de la fraîcheur du lieu. La végétation riche et abondante de Séfrou lui a valu le surnom de « Jardin du Maroc ».  

## Histoire
Érigée en municipalité depuis 1917, Séfrou a été élevée au rang de chef-lieu de la nouvelle province de Séfrou le 1er janvier 1991.

### Antiquité et ère islamique
Fondée en 682, Séfrou est l'une des plus anciennes villes du Maroc. Bien avant l'arrivée des Juifs et des Arabes, des populations berbères autochtones vivaient aux abords de la rivière Agay, notamment la tribu des Ihinagènes qui fait partie des peuples Aït Youssi (populations autochtones et propriétaires de la zone de l'oued Agay et de Séfrou au Ier et au VIe siècle).[réf. nécessaire]
D'après l'explorateur Léon L'Africain, la ville de Séfrou aurait été bâtie avant la ville de Fès. On peut également citer l'historien et chroniqueur Ibn Abi Zar qui écrit dans son livre Rawd al-Qirtas « On allait de la ville de Séfrou au village de Fès », appuyant ainsi l'hypothèse de l'antériorité de la construction de la ville de Séfrou par rapport à celle de Fès, autrefois capitale du Maroc.
En 807, alors que le chantier de la ville de Fès venait d'être amorcé, l'émir Idriss II vint s'installer pendant deux années dans un village aux abords de la rivière Agay, qu'il aurait baptisé Habounna, ou « ceux qui nous ont aimés » en arabe, et qui est aujourd'hui devenu un quartier de la ville (situé au sud de l'ancienne médina). Ainsi, c'est pendant cette période que la ville s'est réellement construite et que furent érigées les forteresses et remparts de la région, faisant de Séfrou un foyer urbain en pleine genèse et développement. De plus, la ville était située à l'intersection de voies caravanières et commerciales, dont l'une des plus importantes est la « route des dattes » reliant la capitale à la ville de Sijilmassa et Tafilelt, où étaient situés les ateliers monétaires de l'empire chérifien et par laquelle passaient les ravitaillements en or africain de la péninsule Ibérique.
Parallèlement à son essor commercial, la ville de Sefrou a également su développer ses techniques d'agriculture et d'irrigation, et fut décrite par le géographe et historien Al-Bekri comme « entourée de ruisseaux et de jardins ». Étendue sur tout le piémont et la vallée, la ville va pouvoir étendre ses champs et diversifier ses cultures : blé, orge, oliviers, vignes et lin.
La communauté juive de Sefrou.
Au  XIXe  siècle  à  Sefrou, les  Juifs  sont  plus  nombreux  que  les Arabes  et  les  Berbères.  Paisible  et  accueillante, cette  ville  éblouit les voyageurs, au point que Colette en parle comme d’un "paradis terrestre".   Les   Juifs   qui   y   résident   sont   des   autochtones berbérophones ou du Tafilat, des arabophones d’origine Fassi (de Fez) aussi bien que des descendants des exilés d’Espagne de 1492. Très intégrés à leur ville, les Juifs y sont maîtres de leur situation et prospèrent en tant que petits  artisans, négociants, ou  professeur  d’hébreu.  L’un  des  membres  les  plus  éminents  de  la communauté est le rabbin et juge Shaoul Yéhoshouah  Abitbol (1740-1809) resté, entre autres, connu pour son recueil de décisions juridiques Avné chèch (Des blocs de marbre). (source: Libération, 15/10/1997)

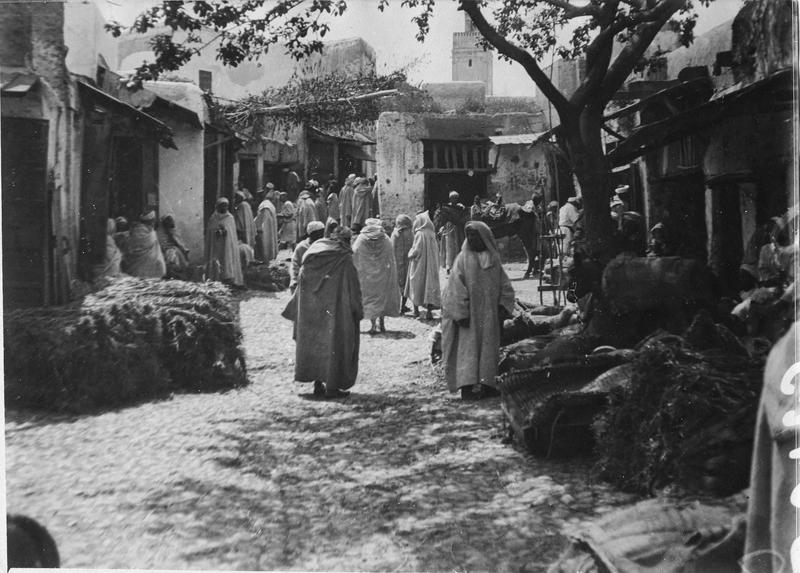
Ancien marché "Souk" de la ville (Photographie d'archive)
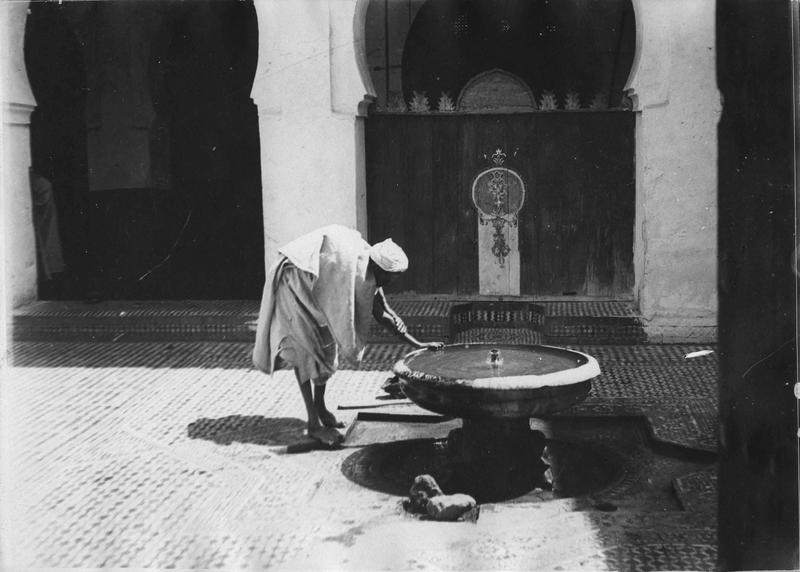
Ablutions dans une mosquée (Photographie d'archive)

## Toponymie
Séfrou, en amazigh, se dit Assefru. As désigne « le lieu » et efrou signifie « la cachette » : c'est donc « le lieu de la cachette » Lieu caché [Dictionnaire général de la langue amazigh][réf. nécessaire].

## Festival des cerises
La ville est connue pour son Festival des cerises, dit aussi Fête des cerises ou Moussem Hab Al-Moulouk, dont la première édition a eu lieu en 1920. En 2012, l'Unesco inscrit cet évènement annuel sur la liste représentative du patrimoine culturel immatériel de l'humanité.  
Le festival se déroule en été, généralement au mois de juin, pendant une période de trois jours durant lesquels ont lieu des festivités et des défilés de troupes de fantasia, de fanfares, de majorettes et de cortèges de chars fleuris. Cette fête est, pour la population locale, une occasion de célébrer la richesse naturelle et culturelle de la région, mais également de développer l'activité artisanale et traditionnelle.
Outre les défilés, c'est surtout l'élection de la Miss Cerisette (ou Reine des Cerises) qui fait la popularité du festival. Ce concours attire chaque année des centaines de jeunes filles de la région et du pays qui cherchent à participer à la compétition afin d'être élues par le jury, en fonction de leur beauté et du projet écologique ou social que chacune d'entre elles défend. Après le défilé et les discours des candidates a lieu la soirée du couronnement, qui révèle la reine élue ainsi que les deux dauphines, et qui se clôt par des concerts de musique traditionnelle et des spectacles d'arts populaires.

## Festival du tourisme rural
Depuis 2018, la ville de Séfrou accueille le festival du tourisme rural, dont l'objectif est de mettre en valeur les atouts touristiques et naturels que présente l'ensemble de la province. Afin de dynamiser l'activité agricole, des marchés éphémères et des foires sont installés, permettant aux arboriculteurs de vendre leurs récoltes, généralement des cerises, des figues et des olives. 
Durant ce festival ont lieu une multitude d'activités culturelles, sportives et artistiques animées par des artistes et des troupes folkloriques locales, ainsi que des conférences et des activités éducatives en faveur des jeunes de la région.
Le festival du tourisme local s'inscrit dans la stratégie nationale de développement du secteur touristique, et vise donc à renforcer et affermir les dynamiques sociales, économiques et culturelles de la province. Il est toutefois important de noter que ce festival a une portée limitée à l'échelle régionale, et que sa popularité reste moins importante que l'emblématique festival des cerises.

## Personnalités

### Sites et monuments
Quatre monuments, sites et zones de Sefrou sont classés comme patrimoine national 
- Remparts et bastions de la ville de Sefrou
- Ordonnance architecturale instituée dans la ville de Sefrou
- Site de « El Menzel »
- Site de Bhalil

### Personnalités liées à la commune
- Saaïd Amzazi, né le 11 avril 1965, est un homme politique marocain.
- Lahcen Lyoussi (1903-1970), homme politique né à Séfrou en 1903
- Zohra al-Fassia (1905-1994), chanteuse marocaine, née à Séfrou en 1905.
- Abdellatif Maâzouz, homme politique né à Séfrou en 1954
- David Assouline, homme politique et historien français, né à Séfrou en 1959.

## Climat
| Mois                                    | J    | F    | M    | A    | M    | J    | J    | A    | S    | O    | N    | D    |
| --------------------------------------- | ---- | ---- | ---- | ---- | ---- | ---- | ---- | ---- | ---- | ---- | ---- | ---- |
| Températures minimales moyennes (en °C) | 2,2  | 3,6  | 5,3  | 7,1  | 10,8 | 14,1 | 16,8 | 16,9 | 14,7 | 10,8 | 6,0  | 2,8  |
| Températures maximales moyennes (en °C) | 13,4 | 14,6 | 16,5 | 21,1 | 23,8 | 29,5 | 33,2 | 32,7 | 29,3 | 23,4 | 16,2 | 13,8 |

La température moyenne annuelle est de 15,8 °C.

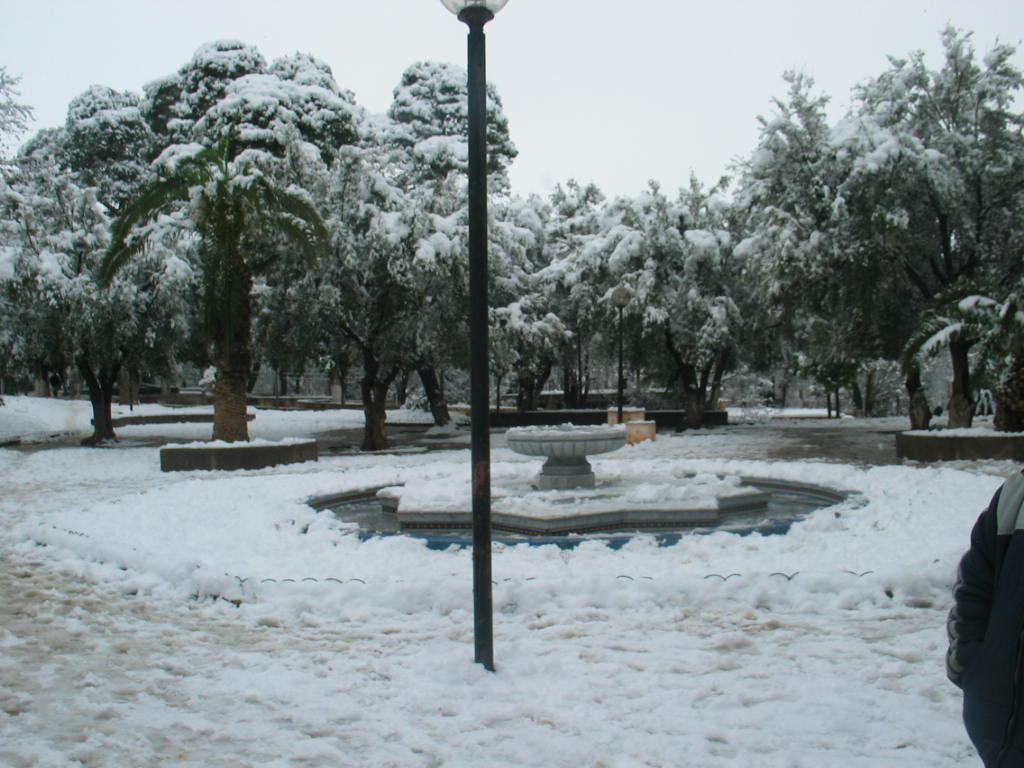
Fontaine couverte de neige, dans un des jardins de la ville.
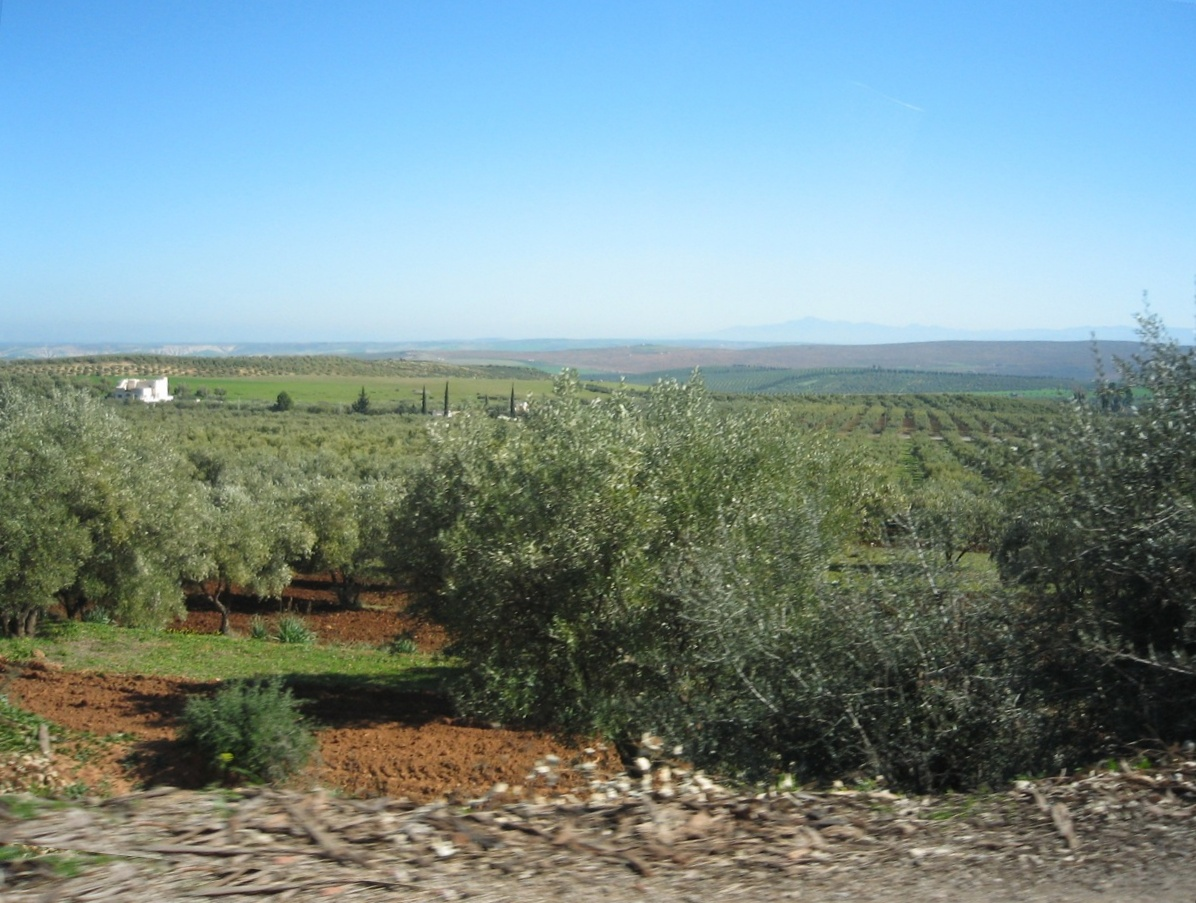
Champs d'arbres, à la périphérie de la ville.
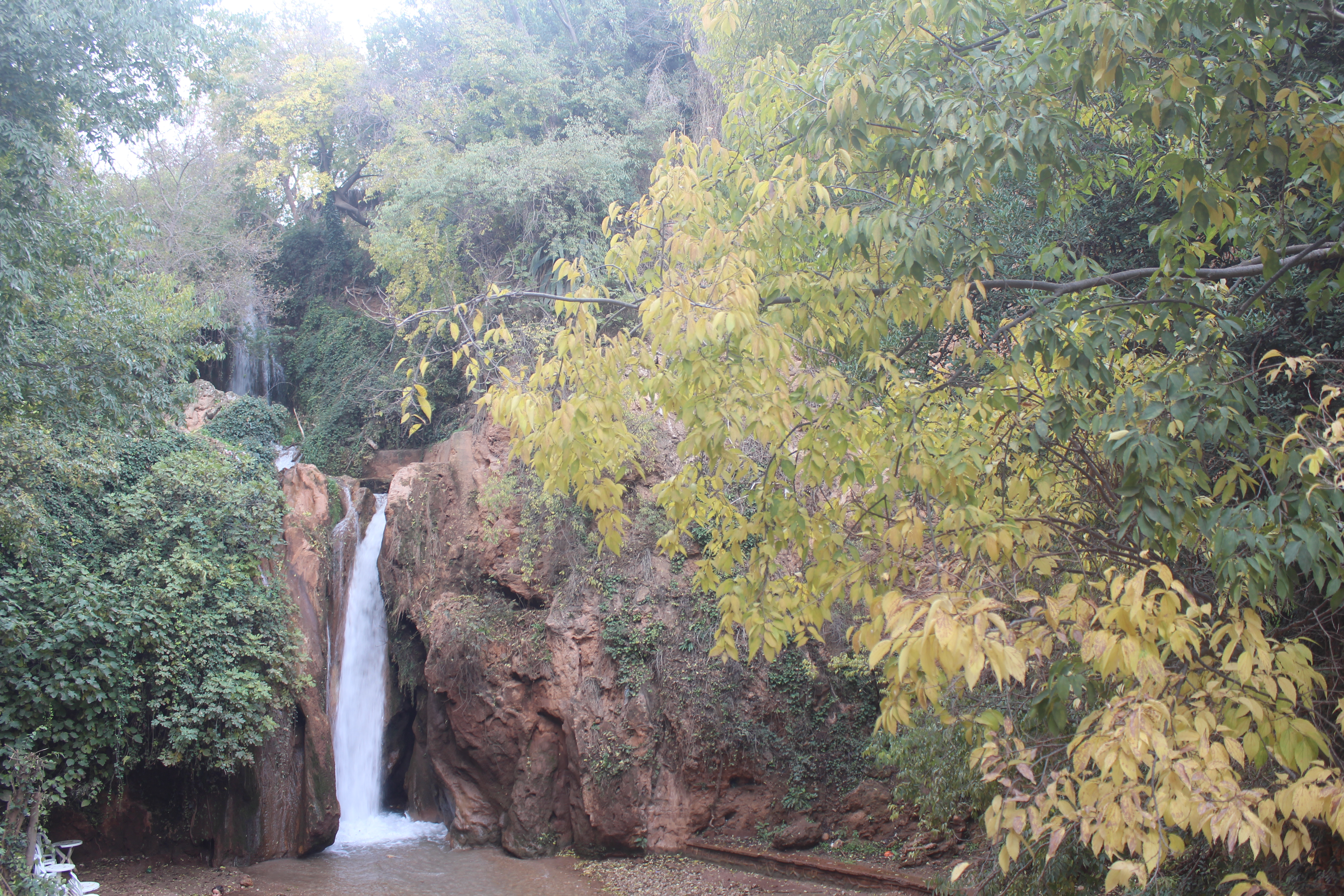
Cascade de la ville